# 大平台 (箱根町)
大平台（おおひらだい）は、神奈川県足柄下郡箱根町の大字。大平台温泉やスイッチバックを行う箱根登山電車の大平台駅で知られる。

## 地理
足柄下郡箱根町の東部に位置し、箱根町湯本、塔之澤、宮ノ下、および小田原市久野（くの）と隣接する。北部を早川が流れ、中央部に国道1号（東海道）と箱根登山電車が走る。南側には、鎌倉時代に箱根越えの道として歩かれた湯坂路（ゆさかみち）が通る湯坂山〜浅間山の稜線が東西に伸びる。

### 山
- 浅間山（せんげんやま）
- 城山
- 湯坂山

### 河川
- 早川

### 滝
- 蛙ノ滝（かわずのたき）

## 歴史
- 2002年12月18日 - 大平台地内の国道1号線にドリフト族（ドリフト走行）対策としてチャッターバーが設置される[6]。
- 2019年10月12日 - 箱根登山電車が令和元年東日本台風による土砂災害のため寸断。大平台駅を含め全面運休。
- 2020年7月23日 - 箱根登山電車の営業運転が再開[7]。

## 世帯数と人口
2020年（令和2年）10月1日現在（国勢調査）の世帯数と人口（総務省調べ）は以下の通りである。
| 大字   | 世帯数  | 人口  |
| ------ | ------- | ----- |
| 大平台 | 157世帯 | 333人 |

### 人口の変遷
国勢調査による人口の推移。
| 年                 | 人口 |
| ------------------ | ---- |
| 1995年（平成7年）  | 633  |
| 2000年（平成12年） | 564  |
| 2005年（平成17年） | 512  |
| 2010年（平成22年） | 472  |
| 2015年（平成27年） | 397  |
| 2020年（令和2年）  | 333  |

### 世帯数の変遷
国勢調査による世帯数の推移。
| 年                 | 世帯数 |
| ------------------ | ------ |
| 1995年（平成7年）  | 238    |
| 2000年（平成12年） | 233    |
| 2005年（平成17年） | 227    |
| 2010年（平成22年） | 207    |
| 2015年（平成27年） | 171    |
| 2020年（令和2年）  | 157    |

## 事業所
2021年（令和3年）現在の経済センサス調査による事業所数と従業員数は以下の通りである。
| 大字   | 事業所数 | 従業員数 |
| ------ | -------- | -------- |
| 大平台 | 50事業所 | 186人    |

### 事業者数の変遷
経済センサスによる事業所数の推移。
| 年                 | 事業者数 |
| ------------------ | -------- |
| 2016年（平成28年） | 44       |
| 2021年（令和3年）  | 50       |

### 従業員数の変遷
経済センサスによる従業員数の推移。
| 年                 | 従業員数 |
| ------------------ | -------- |
| 2016年（平成28年） | 195      |
| 2021年（令和3年）  | 186      |

## 交通

### 鉄道

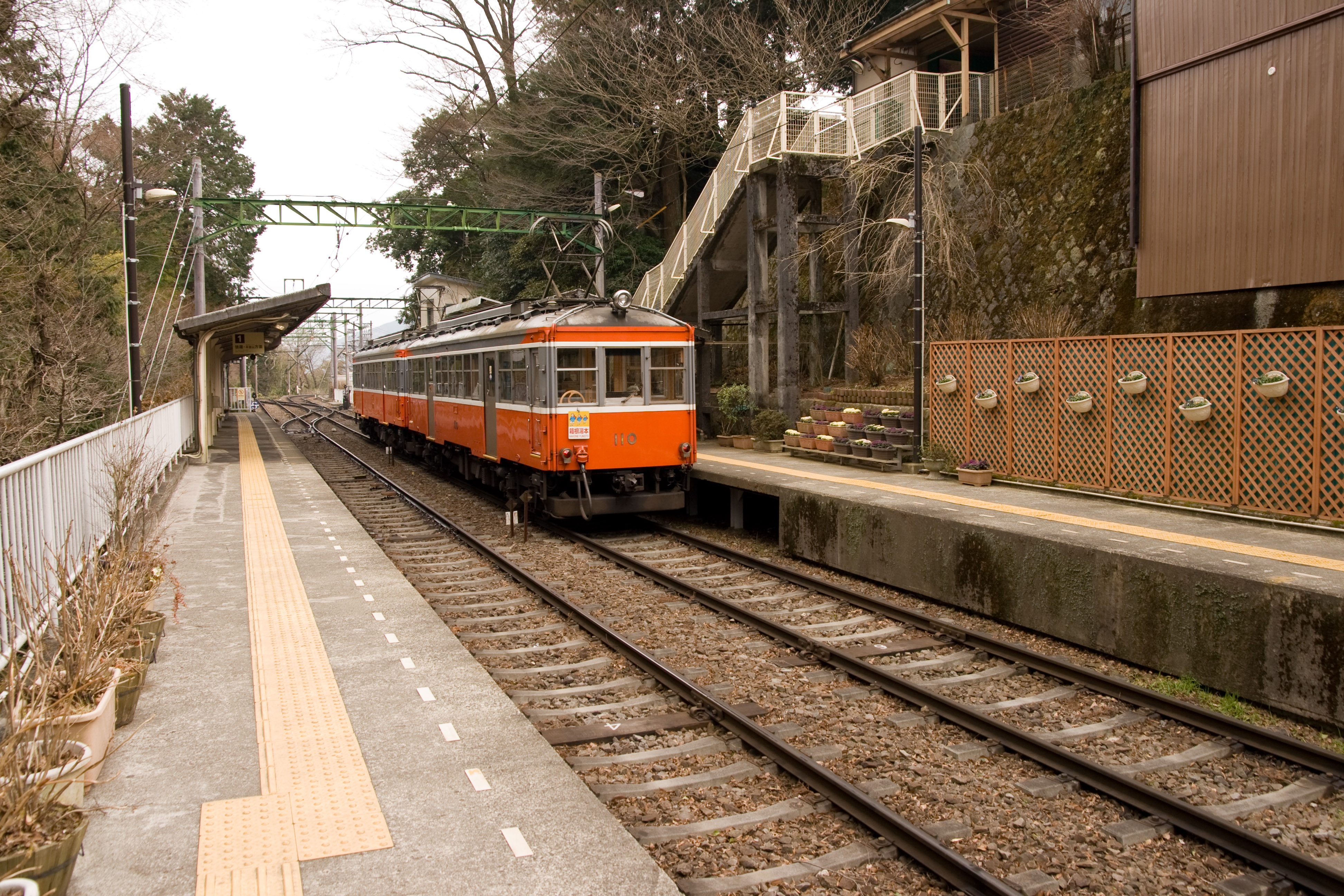
大平台駅

- 小田急箱根 鉄道線（箱根登山電車）
- （出山信号場） - 大平台駅 - （上大平台信号場） -

### バス
- 箱根登山バス
- 伊豆箱根バス

### 道路
- 国道1号

## 施設
- 林泉寺
- 山神神社
- 大平台温泉
  - 姫之湯
- 仙元の泉

## その他

### 日本郵便
- 郵便番号 : 250-0405[3]（集配局 : 箱根宮ノ下郵便局[15]）。